# Debbie Davies
Pour l’article ayant un titre homophone, voir Debbie Davis.
Debbie Davies (née le 22 août 1952 à Los Angeles) est une guitariste américaine de blues.

## Biographie
Elle a été la guitariste vedette dans plusieurs groupes de femmes, comme Maggie Mayall and the Cadillacs (dirigé par l'épouse de John Mayall),  ou Fingers Taylor and the Ladyfinger Revue (en première partie de Jimmy Buffett lors de sa tournée 1991). Outre son travail en solo, Davies est surtout connue pour son travail avec Albert Collins en tant que membre de son groupe, les Icebreakers, de 1988 à 1991. Au fil des ans, elle a collaboré avec plusieurs musiciens de talent comme Tommy Shannon et Chris Layton (de Double Trouble, le groupe de Stevie Ray Vaughan), Coco Montoya, J. Geils et Duke Robillard. Elle continue à se produire sur scène et à enregistrer.

## Discographie
- 1993 : Picture This
- 1994 : Loose Tonight
- 1996 : I Got That Feeling
- 1998 : Round Every Corner
- 1998 : Grand Union (feat Anson Funderburg and Otis Grand)
- 1998 : Homesick for the Road (feat Tab Benoit and Kenny Neai)
- 1999 : Tales from the Austin Motel (feat Chris Layton and  Tomy Shannon)
- 2001 : Love the Game
- 2003 : Key to Love
- 2005 : Live in 2005
- 2005 : All I Found
- 2007 : Blue Bast
- 2009 : Holdin' Court
- 2012 : After the Fall
- 2015 : Love Spin